# Charles-Alain-Gabriel de Rohan
Pour les articles homonymes, voir Charles de Rohan.
Charles IV de Rohan, prince de Rohan, duc de Montbazon, prince de Guéméné, duc de Bouillon, est un gentilhomme et un militaire français né le 18 janvier 1764 au château de Versailles et mort le 24 avril 1836 au château de Sychrov, en Bohême, alors dans l'empire d'Autriche, aujourd'hui en  Tchéquie.

## Biographie
Né le 18 janvier 1764 au château de Versailles, Charles Alain Gabriel de Rohan est baptisé le jour même en la paroisse Notre-Dame avec comme parrain son grand-père maternel Charles de Rohan-Soubise et comme marraine son arrière-grand-mère paternelle Louise de Rohan. 
Il est le fils d'Henri de Rohan, prince de Guéméné et de sa cousine éloignée Victoire de Rohan, princesse de Maubuisson et dame de Clisson. Sa mère était gouvernante des enfants royaux de Marie-Antoinette et de Louis XVI ; avant que ne lui succède Gabrielle de Polignac. Son éducation est alors confiée à Marguerite Laurent, la femme de Jean-Baptiste Cléry, valet de Louis XVI.
Après que ses parents sont tombés en disgrâce et raison des dettes contractées par son père et de la banqueroute qui s'ensuivit, la famille déménage de Versailles et doit se résoudre à vendre la propriété parisienne de la famille, l'hôtel de Rohan-Guémené.
Parmi ses cousins figurent le prince de Condé, fils de Charlotte de Rohan, la sœur de sa mère Victoire ; et Louise-Adélaïde de Bourbon, abbesse de Remiremont.
Il émigre de France en 1791 et réside un temps en Autriche où il rejoint l'armée des émigrés et est promu au grade de général. 
En 1792, il commande le régiment de Rohan fondé par son oncle le cardinal de Rohan. Il aligne un bataillon d'infanterie, deux escadrons de hussards et deux batteries d'artillerie. Ce régiment porte encore le nom de régiment de Rohan étranger et n'aligne que 400 hommes lors de la visite du roi de Prusse au camp de Coblence. Il entre par la suite au service de l'empereur Léopold II.
Il sert l'empire d'Autriche contre les armées impériales françaises jusqu'en 1814, ce qui lui vaut d'être condamné à mort par contumace, par la cour spéciale de Paris. À la mort de son père en 1809, il hérite de son titre autrichien de prince de Rohan, avec le prédicat d'Altesse sérénissime et le siège à la Chambre des seigneurs d'Autriche. Son père lui transmet également ses titres français de duc de Montbazon et pair de France et de prince de Guéméné, avec le prédicat d'Altesse, en tant que descendant de la maison souveraine de Bretagne. Il est blessé à la bataille de Wagram.
L'empereur d'Autriche récompense ses services en le faisant chevalier de la Toison d'or en 1823 et grand-croix de l'ordre de Marie-Thérèse.
À la Première Restauration, il regagne la France. Louis XVIII le fait pair de France à titre viager par ordonnance du 4 juin 1814, puis à titre héréditaire, sous la Seconde Restauration, par ordonnance du 19 août 1815. Le 31 août 1817, une nouvelle ordonnance de Louis XVIII lui confère en France le titre de duc-pair héréditaire. 
En 1816, il est investi du duché de Bouillon par une commission de cinq hommes d'État nommés au congrès de Vienne. En 1802, à la mort de son cousin lointain Jacques Léopold de La Tour d'Auvergne, duc de Bouillon, Charles Alain était le parent le plus proche de la famille, sa grand-mère Marie-Louise de La Tour d'Auvergne étant la tante de Jacques Léopold et donc l'héritière du titre.
Il fait l'acquisition du château de Sychrov, dans la région de Liberec, alors dans l'empire d'Autriche, aujourd'hui en Tchéquie. Après lui, le domaine de Sychrov se transmet dans la maison de Rohan jusqu'à sa nationalisation, en 1945.

### Mariage et descendance
Charles Alain Gabriel de Rohan épouse à Auteuil le 29 mai 1781, Louise Aglaé de Conflans d'Armentières, fille de Louis Gabriel de Conflans, marquis d'Armentières, lieutenant général des armées du roi, et de Marie Jeanne Antoinette Portail du Vaudreuil. Elle est la petite-fille de Louis de Conflans, marquis d'Armentières, maréchal de France. Née le 12 novembre 1763, elle décède au château de Sychrov le 6 mai 1819. De cette union est issue une fille unique :
- Berthe de Rohan-Guéméné (4 mai 1782 – 22 février 1841), mariée le 23 juillet 1800 avec son oncle Louis Victor Meriadec de Rohan, duc de Bouillon, duc de Montbazon, dont elle n'eut pas de descendance.

### Titres

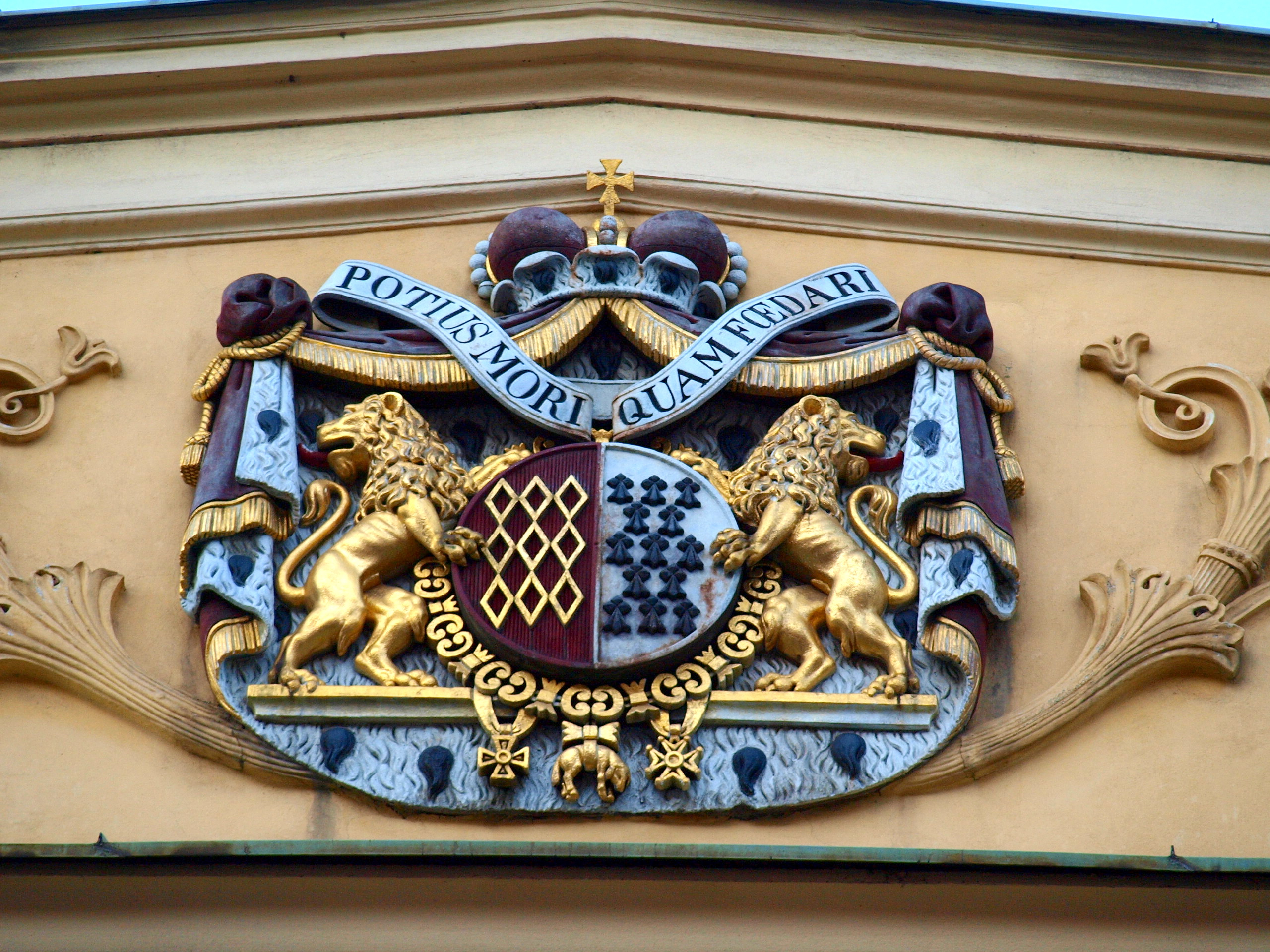
Armoiries des princes de Rohan, sur le Palais Rohan, à Prague, acquis par Charles-Alain-Gabriel de Rohan en 1816 et resté dans la famille jusqu'en 1945.

- Prince de Rohan (Autriche, 1808).
- Duc de Montbazon (France, 1594).
- Prince de Guéméné (France, 1570).
- Duc de Bouillon (Belgique, 1816).

### Pages connexes
- Maison de Rohan
- Duché de Montbazon
- Principauté de Guéméné
- Duché de Bouillon
- Seigneurie de Clisson
- Régiment de Rohan
- Château de Sychrov
- Pairs de France
- Chevaliers de la Toison d'Or